# Michel Tremblay

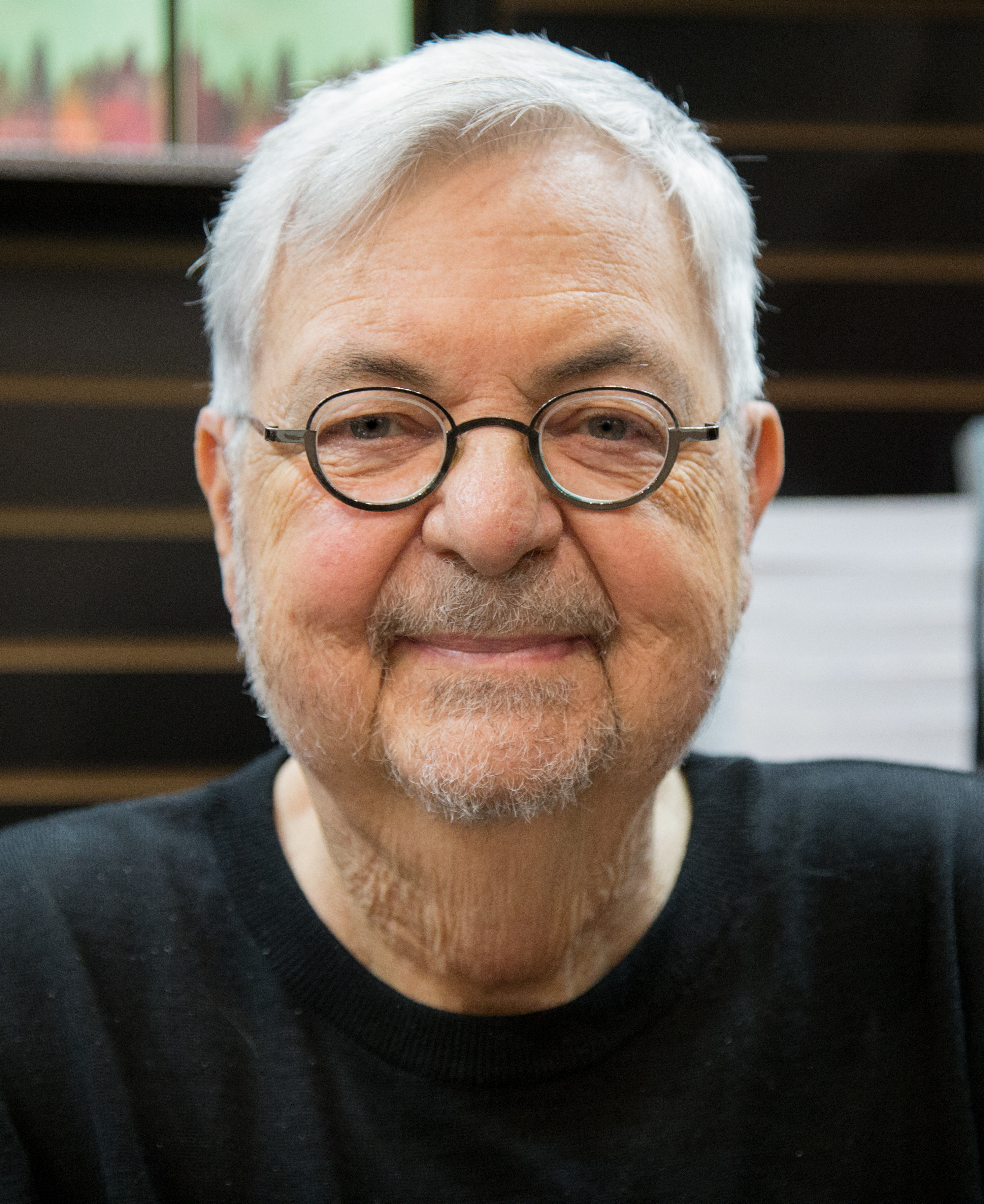
Michel Tremblay, 2017

Michel Tremblay, CQ (* 25. Juni 1942 in Montreal) ist ein kanadischer Schriftsteller und Bühnenautor.

## Werk
Tremblay beschrieb zum ersten Mal den „Joual“, den Dialekt der Arbeiterklasse in Québec, und brachte ihn auf die Bühne. Sein Theaterstück Les Belles-Soeurs von 1968 gilt in Kanada als epochal. Michel Tremblay kennt Armut aus eigener Erfahrung, aus der Zeit bevor die Stille Revolution (frz. la révolution tranquille) 1960 mit dem Wahlsieg der Liberalen zu blühen beginnt. „Les Belles-Soeurs“ stellt die Frauen der Arbeiterklasse im Québec des 20. Jahrhunderts dar, das Buch übt dabei auch Gesellschaftskritik.
Für das kanadische Fernsehen schrieb er die Fernsehserie Le cœur découvert, die von einem schwulen Pärchen in Montréal handelt. Tremblay lebt homosexuell in Kanada.

## Auszeichnungen
Tremblay wurde mehrmals ausgezeichnet, darunter mit dem Prix Victor-Morin (1974), mit dem Prix France-Québec (1981), mit dem Prix Jean-Hamelin (1981), mit dem Prix Québec-Paris (1984) und mit dem Prix du Gouverneur général (1984, 1987, 1999). Es folgten der Prix Athanase-David (1988) und der Grand prix du livre de Montréal (1989) für Le Premier quartier de la lune. Im Jahr 1991 wurde er mit dem Ordre national du Québec ausgezeichnet. 1994 wurde ihm der Molson Prize verliehen. 1999 erhielt er für den besten Originalsong für C't'à ton tour, Laura Cadieux eine Nominierung beim Genie Award.

## Werke (in Deutsch)
- Übers. Hanspeter Plocher: Schwesterherzchen. Reihe: Canadiana Romanica, 2. Max Niemeyer, Tübingen 1987; wieder in Anders schreibendes Amerika. Literatur aus Quebec. Hg. Lothar Baier u. a. Das Wunderhorn, Heidelberg 2000. S. 278 – 283. (=Les Belles-Sœurs) UA Montréal 1968, DEA Romanistentheater (Augsburg) 1987
- Übers. Thomas Plaichinger: Der Mann in Papis Bett. Bruno Gmünder, Berlin 1990 u.ö.
- Übers. Rainer Escher: Hosanna. Drama. Eigenverlag, 1990 (nicht im Handel, keine Listung bei Deutsche Nationalbibliothek)
- Übers. Hanspeter Plocher: Requiem für Mama. 1993 (=L'impromptu d'Outremont, 1980). DEA Romanistentheater Augsburg 1993